# Алма-атинский троллейбус
Алма-атинский троллейбус — троллейбусная сеть в городе Алма-Ате. Единственная троллейбусная система в Казахстане.

## История
Строительство троллейбусных линий в Алма-Ате началось 19 июня 1941 года.
Впервые в Алма-Ате движение этого экологически чистого вида транспорта открылось 20 апреля 1944 года по улице Гоголя. В 1960 году протяжённость троллейбусных линий достигла 34,4 км, в 1970 году составляла 151,2 км, в 1982 году — 211 км. В Алма-Ате было создано 3 троллейбусных парка: № 1 — улица Ауэзова, дом 64, № 2 — 2-я улица Заславского, дом 8, № 3 — улица Калининградская, дом 45.
В 1980 году перед закрытием троллейбусной сети посёлка Новая Бухтарма ВКО, оттуда в Алма-Ату были переданы два троллейбуса модели ЗиУ-682Б.
В 1981 году в городе Алма-Ате был перенят опыт киевлян и внедрены троллейбусные поезда состоящих из двух троллейбусов ЗиУ-9 соединённых по системе Владимира Веклича.
В 1989 году в городе Алма-Ате свыше 300 троллейбусов перевозило по маршрутам протяжённостью 220 км до 205 тыс. человек в сутки. График движения делился на 2 смены, с 5:00 до 22:30. Доля перевозок троллейбусного транспорта в 1982 году составляла 20 %.
В постсоветский период «Трамвайно-троллейбусное управление Алматы» перешло из республиканского центрального управления Министерства жилищно-коммунального хозяйства Казахской ССР в коммунальное местное управление городской администрации акимата. Городская администрация (акимат), получив в своё управление троллейбусное хозяйство не финансировало его, развитие троллейбуса в городе прекратилось, подвижной состав стал приходить в упадок, что привело в скором времени к закрытию ряда маршрутов, а на некоторых участках был произведён демонтаж контактной сети. В конце 1990-х годов МВФ предоставил кредитный заём, после чего были закуплены новые чешские троллейбусы Skoda. В 1997 году в Алма-Ату поступили первые 5 троллейбусов модели Škoda 14Tr. Троллейбусы поступали с чешского завода «Шкода-Остров» в виде машинокомплектов, сборка которых была организована на совместном чешско-казахстанском предприятии «Шкода-Алма-Ата». Предприятие функционировало недолго, всего за период с 1997–1999 годов было собрано 32 троллейбуса для Алма-Аты (один из них был передан в Астану).
В 2000 году на алматинском заводе «Электротранс-Сервис» наладили производство троллейбусов ТП KAZ 398, модель получила название «Казахстан». С этого момента троллейбусы «Казахстан» и их модификационные версии начали эксплуатироваться в городе.
В 2001 году был закрыт троллейбусный парк № 2, а в 2010 году на его территории открылся муниципальный автобусный парк № 1.
В начале 2000-х годах за счёт бюджета города была проведена капитальная реконструкция контактных сетей троллейбусных линий.
В 2008 году в Алматы прибыло 5 новых троллейбусов китайского производства.
В 2011 году за счёт бюджета города были произведены строительные работы по продлению троллейбусной линии по ул. Шаляпина от уг. ул. Саина до уг. ул. Момышулы и по ул. Момышулы от ул. Саина до пр. Абая стоимостью 97 051 910 тенге, после чего по линии пущен маршрут № 6. В 2012 году были произведены строительные работы по продлению троллейбусной линии маршрута № 1 по ул. Розыбакиева от уг. ул. Березовского до уг. ул. Кожабекова стоимостью 46 548 960 тенге.
В 2011—2013 годах был обновлён троллейбусный парк. Так, в 2010 году Европейский банк реконструкции и развития предоставил кредит в 37 миллионов долларов КГП «Алматыэлектротранс» на поддержку и модернизацию электрического транспорта города, в том числе закупку новых троллейбусов. В ноябре 2011 года был проведён тендер, в котором участвовали порядка 10 компаний — из Чехии, России и Беларуси, а также Китая. Победителем стал китайский производитель, с которым 18-23 апреля 2012 года был подписан контракт на поставку 200 троллейбусов. Цена за один китайский троллейбус составила 186 тысяч долларов США. Российские и белорусские производители троллейбусов из-за несогласия с итогами тендера подали в суд на организаторов, но проиграли. Позднее стало ясно, что будет поставлено 195 (вместо 200) троллейбусов модели YoungMan JNP6120GDZ (Neoplan Kazakhstan). Первые партии в рамках контракта прибыли в 2012 году.

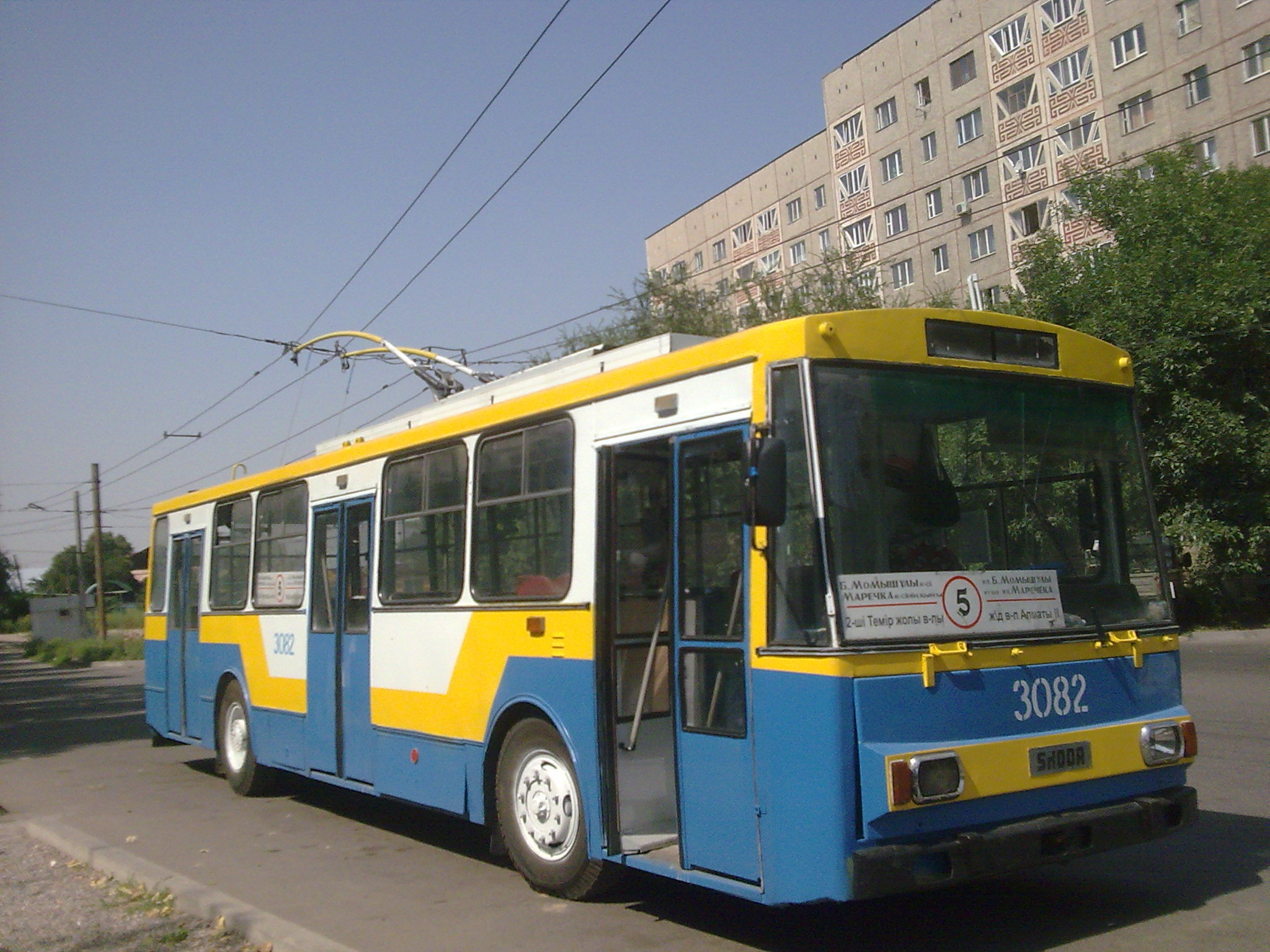
Модель «Škoda 14Tr»

В июне 2015 года в рамках оптимизации маршрутной сети — закрываются маршруты № 8 и 16. Троллейбусный маршрут № 11 был сокращён, конечная маршрута перенесена с Зелёного базара на улицу Курмангазы уг. ул. Масанчи.
С 26 апреля 2021 года возобновлено движение маршрута № 6.
В 2023 году закуплено 100 троллейбусов марки Yutong ZK6128BEVG.

## Троллейбусные парки

### 1-й троллейбусный парк
Адрес: ул. Ауэзова, 64.
«Троллейбусный парк № 1» был построен в 1964 году. Обслуживает маршруты 1, 5, 6, 7, 9, 11, 12, 19, 25. До августа 2015 года обслуживал маршруты 8, 16.
Общая площадь парка составляет 41,8 тыс. м². 

### 2-й троллейбусный парк
Адрес: ул. 2-я Заславского, 8 (ныне – ул. Долана).
Троллейбусный парк № 2 был открыт в 1973 году. В разное время обслуживал маршруты 3, 4, 6, 7, 8, 9, 13, 15, 17, 20. 
В 2001 году был законсервирован. Часть территории троллейбусного парка №2 после приостановления работы была арендована различными компаниями-перевозчиками и использовалась в качестве автобусного. В 2009 году КГП «Алматыэлектротранс» была подготовлена смета по переоборудованию троллейбусного парка в муниципальный автобусный. В 2010 году началось строительство газозаправки на его территории и переоборудование парка. Был произведён капитальный ремонт троллейбусного парка стоимостью 266 672 160 тенге, после чего в нём стали базироваться автобусы. 

### 3-й троллейбусный парк
Адрес: ул. Калининградская, 45.
Троллейбусный парк № 3 был открыт в 1985 году. До сентября 2013 года обслуживал маршруты 5, 11, 19. Ранее обслуживал маршруты 2, 10, 18.
Общая площадь составляет 39,2 тыс. м². В 2011 году был проведён капитальный ремонт кровли троллейбусного парка № 3, стоимостью 92 471 830 тенге. В апреле 2012 года парк был закрыт на капитальный ремонт, оставшиеся машины были переведены в 1-й троллейбусный парк. В ноябре 2012 года была завершена капитальная реконструкция парка стоимостью 637 600 000 тенге, после чего в троллейбусный парк № 3 поступило 50 новых троллейбусов марки Neoplan Young Man JNP6120GDZ, которые полностью заменили все устаревшие машины. 
В сентябре 2013 года проведена реконструкция входных ворот и помещения административно-бытового корпуса троллейбусного парка стоимостью 6 800 000 тенге. В ноябре 2013 года был перепрофилирован в автобусный парк.

## Подвижной состав
| Модель                                  | Период эксплуатации | Парк          |
| --------------------------------------- | ------------------- | ------------- |
| ЯТБ-4А                                  | 1944 – 1953         | № 1           |
| ЯТБ-5                                   | 1944 – 1953         | № 1           |
| МТБ-82                                  | 1950-е – 1970-е г.  | № 1           |
| ЗиУ-5                                   | 1963 – 1987         | № 1, № 2      |
| ЗиУ-9                                   | 1973 – 2011         | № 1, № 2, № 3 |
| КТГ-1                                   | 1970-е – 1990-е г.  | № 1, № 2      |
| КТГ-2                                   | 1970-е – 1990-е г.  | № 1, № 2      |
| Škoda 14Tr                              | 1997 – 2013         | № 1, № 3      |
| Salvador Caetano Efacec UEG 25          | 2000 – 2006         | № 1, № 3      |
| Salvador Caetano Efacec UEG 41          | 2000 – 2007         | № 1, № 3      |
| ТП KAZ 398 «Казахстан»                  | 2000 – 2013         | № 1, № 3      |
| Neoplan Kazakhstan Young Man JNP6120GDZ | 2008 – 2024         | № 1, № 3      |
| Yutong ZK6128BEVG                       | 2023 – н.в.         | № 1           |

## Оплата проезда
Оплата проезда наличными отменена с 3 августа 2024 года.
В настоящее время доступны несколько способов безналичного расчета:
- Через транспортную карту, которую можно приобрести в филиалах ONAY и в 115 пунктах обслуживания клиентов;
- Посредством SMS c мобильного телефона;
- Через мобильное приложение[30]

## Выделенные полосы
В городе выделенная полоса для троллейбусов и автобусов проходит вдоль проспекта Абая от проспект Достык до улицы Момышулы. Также троллейбусы двигаются по выделенной BRT-полосе по всей улице Тимирязева. На улицах Гоголя и Кабанбай-батыра выделенные полосы для троллейбусов организованы в одну сторону (в западном направлении на обеих улицах).

## Обучение водителей
Сегодня водителем троллейбуса в Алма-Ате можно стать, окончив курсы. После прохождения медкомиссии, подтверждающей пригодность к этой работе, отдел кадров направляет курсанта на обучение, которое длится до шести месяцев. После успешной сдачи экзаменов водители направляются на месячную стажировку и после этого они становятся профессиональными водителями троллейбуса и самостоятельно выходят на линию.

## Маршруты
| Маршрут | Путь следования |
| ------- | --- |
| 1       | ЦПКиО, ул. Гоголя, Парк имени 28 гвардейцев-панфиловцев, ул. Ауэзова, ул. Тимирязева, КазНУ, ботанический сад, «Атакент», ул. Розыбакиева, трц MEGA Alma-Ata, конечная — ул. Кожабекова угол ул. Розыбакиева, далее вниз по пр. Гагарина. |
| 5       | Ж/д вокзал Алматы 2, пр. Абылай хана, ЦУМ, пр. Абая, Центральный стадион, Цирк, микрорайоны 3, 4, 5, 6, 7, 8, ул. Саина, Нархоз, ул. Жубанова, рынок «Арыстан», мкр. Аксай-4, Аксай-5, ул. Момышулы, ул. Маргулана, конечная мкр. Аксай-3. |
| 6       | Ж/д вокзал Алматы 2, пр. Абылай хана, ЦУМ, пр. Абая, пр. Сейфуллина, ул. Сатпаева, трк ADK, ул. Щепеткова, ул. Шаляпина, микрорайоны 8, 9, 10, 10А, 11, 12, ул. Алтынсарина, ТЮЗ им. Н.Сац, ул. Саина, мкр. Мамыр 1, 2, 3, 4, мкр. Алмас, ул. Момышулы, мкр. Жетысу-2, мкр. Жетысу-3, ул. Жубанова, рынок «Арыстан», мкр. Аксай-4, Аксай-5, ул. Маргулана, конечная мкр. Аксай-3. |
| 7       | Ж/д вокзал Алматы 1, пр. Сейфуллина, КазНМУ, Каспийский общественный университет, кинотеатр Казахстан, пр. Абая, ул. Байтурсынова, КазНТУ, ул. Сатпаева, ул. Тимирязева, КазНУ, ботанический сад, «Атакент», ул. Ауэзова, ул. Габдуллина, конечная — ул. Манаса. |
| 9       | Ул. Кожабекова, ул. Розыбакиева, пр. Гагарина, ул. Тимирязева, «Атакент», КазНУ, ботанический сад, ул. Байтурсынова, ул. Курмангазы, ул. Масанчи, ул. Кабанбай батыра, пр. Достык, ул. Богенбай батыра, ул. Калдаякова, «Зелёный базар», ул. Гоголя, ул. Жибек Жолы, ул. Пушкина. |
| 11      | ул. Маргулана, мкр. Аксай-3 ул. Момышулы, мкр. Аксай-4, мкр. Аксай-5, Хлебзавод «Аксай нан», микрорайоны Аксай-3, 2, 1, ул. Толе би, ул. Саина, ул. Жубанова, поликлиника № 10, пр. Алтынсарина, микрорайоны 1, 2, 3, 4, 5, 7, 8, 10, 11, 12, Нархоз, ул. Жандосова, Плодоконсервный завод, ул. Тимирязева, «Атакент», ботанический сад, КазНУ, ул. Байтурсынова, АУЭС, КАЗНТУ, Академия туризма и спорта, проспект Абая, КазНАУ, Дворец Республики, пр. Достык, ул. Богенбай батыра, ул. Калдаякова, Парк имени 28 гвардейцев-панфиловцев, ул. Жибек Жолы, ул. Пушкина, ул. Гоголя, «Зелёный базар». |
| 12      | ЦПКиО, Парк имени 28 гвардейцев-панфиловцев, ул. Гоголя, ул. Ауэзова, ул. Сатпаева, ул. Щепеткова, Плодоконсервный завод, ул. Жандосова, мкр. Таугуль, микрорайоны 8, 9, 10, 11, 12, ул. Саина. |
| 19      | «Зелёный базар», ул. Жибек Жолы, ул. Пушкина, ул. Гоголя, Парк имени 28 гвардейцев-панфиловцев, ул. Калдаякова, ул. Богенбай батыра, пр. Достык, пр. Абая, КазНАУ, ул. Утеген батыра, мкр. Сайран, мкр. Тастак 1, Автовокзал «Сайран», ул. Райымбека, конечная ул. Емцова, ул. Рыскулова, троллейбусный парк № 3. |
| 25      | ул. Маргулана, ул. Момышулы, мкр. Аксай-3, рынок «Арыстан», мкр. Аксай-4, Аксай-5, ул. Момышулы, мкр. Жетысу-2, мкр. Жетысу-3, КУПС, Magnum Hyper, микрорайоны 3, 4, 5, 6, 7, 8, прямо по пр. Абая, Центральный стадион, Цирк, КазНАУ, Дворец Республики, пр. Достык, ул. Богенбай батыра, ул. Калдаякова, Парк имени 28 гвардейцев-панфиловцев, ул. Гоголя, Конечная — ЦПКиО. |

### Отменённые маршруты
- 2, 3, 4, 8, 10, 13, 14, 15, 16, 17, 18, 20.

### Ликвидированные линии
| Путь следования                                                            | Год закрытия    |
| -------------------------------------------------------------------------- | --------------- |
| Улица Алимжанова (между улицей Пушкина и проспектом Назарбаева)            | Конец 1970-х г. |
| Проспект Жибек Жолы (между улицами Желтоксан и Пушкина)                    | Конец 1980-х г. |
| Проспект Назарбаева (между проспектами Райымбека и Абая)                   | Конец 1980-х г. |
| проспект Суюнбая (между улицей Шолохова и проспектом Райымбека)            | 2001            |
| Улица Хмельницкого                                                         | 2001            |
| Улица Майлина, кольцо «Аэропорт»                                           | 2001            |
| Улица Шолохова (между проспектами Сейфуллина и Суюнбая)                    | 2001            |
| Улица Зорге                                                                | 2001            |
| Улица Бекмаханова, улица Гёте (служебная линия до троллейбусного парка №2) | 2001            |
| Проспект Назарбаева (между проспектом Абая и улицей Хаджимукана)           | 2004            |
| Улица Хаджимукана                                                          | 2004            |
| Проспект Достык (между проспектом Абая и улицей Хаджимукана)               | 2004            |
| Проспект Жибек Жолы (между проспектом Сейфуллина и улицей Желтоксан)       | 2015            |

## Перспектива
С 1994 года планировалось создать троллейбусный маршрут в урочище Медеу, но проект так и не был реализован. С 2002 года планировалось создать троллейбусные маршруты по улицам Навои, Сулейменова, Жандосова и микрорайону Орбита (6 км) и проспекту Райымбека от улицы Емцова до автовокзала «Саяхат» (14,8 км), но строительство линий так и не было начато.